# Rob Morrison
Pour les articles homonymes, voir Morrison.
Rob Morrison, né le 3 mai 1956, est un fonctionnaire, policier, diplomate et homme politique canadien. Il représente la circonscription de Kootenay—Columbia à la Chambre des communes du Canada depuis 2019 sous la bannière du Parti conservateur du Canada.